# Servicio Aéronautico del Ejército
Il Servicio Aéronautico del Ejército, in spagnolo Servizio aeronautico dell'esercito, era l'aeronautica militare dell'Argentina nel periodo 1912 - 1945 ed allora parte integrante delle forze armate argentine.
Nel 1945, ridenominata Fuerza Aérea Argentina, acquisisce l'autonomia dall'Ejército Argentino continuando le tradizioni aeronautiche della precedente forza aerea.